# Me'ir Argov
Me'ir Argov (hebrejsky: מאיר ארגוב, rodným jménem Meier Grabovsky; 1905 – 24. listopadu 1963) byl sionistický aktivista, izraelský politik a signatář izraelské deklarace nezávislosti.

## Biografie
Narodil se ve městě Rîbniţa v carském Rusku (dnešní Moldavsko, část Podněstří) a studoval v chederu a poté na Kyjevské univerzitě. V mládí se začal angažovat jako sionistický aktivista, vedl ukrajinskou sekci hnutí he-Chaluc a v roce 1917 se stal členem ústředního výboru Mládeže Sijónu. V roce 1922 a znovu v roce 1924 byl uvězněn pro sionistické aktivity, v druhém případě byl následně vyhnán ze Sovětského svazu.
V roce 1927 podnikl aliju do mandátní Palestiny, kde pracoval v zemědělství. V letech 1929 až 1939 působil jako tajemník dělnické rady ve městě Petach Tikva, v roce 1930 se stal členem Židovské národní rady (Va'ad Le'umi) a o rok později byl zvolen do městského zastupitelstva Petach Tikvy. V roce 1940 dobrovolně narukoval do britské armády a bojoval v Židovské brigádě v Itálii.
Argov (tehdy ještě pod jménem Grabovsky) pak byl v roce 1948 jedním ze signatářů izraelské deklarace nezávislosti a bezprostředně poté se stal členem Prozatímní státní rady, kde zastupoval stranu Mapaj. V prvních parlamentních volbách se stal poslancem Knesetu a svůj mandát si udržel i v následujících volbách v letech 1951, 1955, 1959 a 1961. Od roku 1951 byl předsedou vlivného zahraničně-obranného výboru. Zemřel v úřadu v roce 1963.